# Paipais
Els paipai són un poble indígena de Mèxic localitzat a l'estat de Baixa Califòrnia, principalment en la serralada de Juárez i San Pedro Mártir, del municipi d'Ensenada. Viuen a tres localitats importants: Santa Catarina, Jamao i San Isidro. Els paipai es diuen a si mateixos akwa'al o akwa ala. El cens mexicà del 2000 va registrar 201 parlants de paipai. Els kiliwa entenen un 87% del papai, però els papai no entenen el kiliwa. Els paipai són reconeguts pel govern mexicà, i la seva llengua, com la resta dels pobles indígenes és una "llengua nacional" de Mèxic.

## Història
El primer encontre dels paipai amb els europeu es produí quan l'expedició de Sebastián Vizcaíno topografià la costa nord-oest de Baixa Califòrnia en 1602. El 1769 començaren contactes més intensius i sostinguts quan l'expedició per establir assentaments espanyols a Califòrnia, liderada per Gaspar de Portolà i Juníper Serra, va passar a través de les porcions occidentals.
La missió dels dominics de San Vicente va ser fundada prop de la costa en el territori paipai en 1780. Es va convertir en un centre clau de l'administració i el control militar espanyol de la regió. En 1797 San Vicente es va complementar amb una missió a l'interior, Santa Catarina, prop de la frontera entre els territoris paipai i kumiai. La missió de Santa Catarina va ser destruïda en 1840 per les forces índies hostils, aparentment inclosos el paipai.
El principal assentament modern dels paipai està a Santa Catarina, una comunitat que comparteixen amb els residents kumiais i kiliwes.